# 粉体分離器

A Cyclone Separator

粉体分離器（ふんたいぶんりき）、または粉末分離器（ふんまつぶんりき）は気体もしくは液体中に混じった粉末状の固体を分離（分級）するための分級機、分級装置のひとつ。一般にはサイクロンと呼ばれる。

## 概要
気体、液体が渦を巻いて流れるため、一般にはサイクロンと呼ばれ、1886年にアメリカのモース (M. O. Morse) により発明された。
その応用範囲は広く、大規模な物では製材所や石油精製施設でも使用される。

## 原理
単純に、遠心分離器の応用ともいえる。固体の混じった液体、気体を漏斗状または円筒のサイクロンの円周方向から気体、液体の流速により渦を描く様に流し込む。この際、気体、液体の排出方向はサイクロンの円の中心から上方向に排出する。固体は、遠心分離され、壁面に衝突しその後重力により落下、下に溜まる仕組みである。気体、液体は円の中心から排出されるため、固体成分の多くが除去されたものとなる。
この仕組みを掃除機に使った有名なものにダイソンのルートサイクロンテクノロジーがあるが、ロスが大きいため、紙パック式掃除機と比べると吸込仕事率がおよそ1/3しかない。
理論解析をする際には、気体または液体の物性や粉末の大きさなどから計算される無次元数ストークス数を用いて分離効率などを整理することが多い。

## 気体サイクロン
身近なところでは、サイクロン掃除機が知られているが、脱脂粉乳の工場など粉末を多量に使用する工場内での利用が多い。
また、工場から排出される煤煙において粒子状物質を除去する際にも使用されている。噴霧乾燥においてはサイクロンによる粉体分離が利用される。
粉末状の製品の搬送において気体を利用して送った場合、その固体を気体と分離する装置でもある。

## 液体サイクロン
1939年にオランダの国営炭鉱で濃縮器として実用化され、その後1946年に米国へ渡り、日本には1950年に炭鉱へ紹介され、現在に至っている。
その利用は鉱業界だけでなく化学工業のほか、工作機械産業にまで及んでいる。

## 形式
流体の流入および流出の形式によって、以下のような分類がされる。
流入方向による分類
- 接線流入式：分離機本体の軸と垂直な方向から流入する。渦回転を与えるため、本体の接線の位置から入れる。
- 軸流式：分離機本体の軸と平行な方向から流入する。渦回転を与えるためにガイドベーン（案内羽根）が取り付けられる。

流出方向による分類
- 反転型：捕集ダストと清浄流体が反対方向へ流出するもの。
- 直進型：捕集ダストと清浄流体が同じ方向へ流出するもの。

接線流入式反転型が標準的であり、軸流式反転型はマルチサイクロンに多い。